# Nathan Field

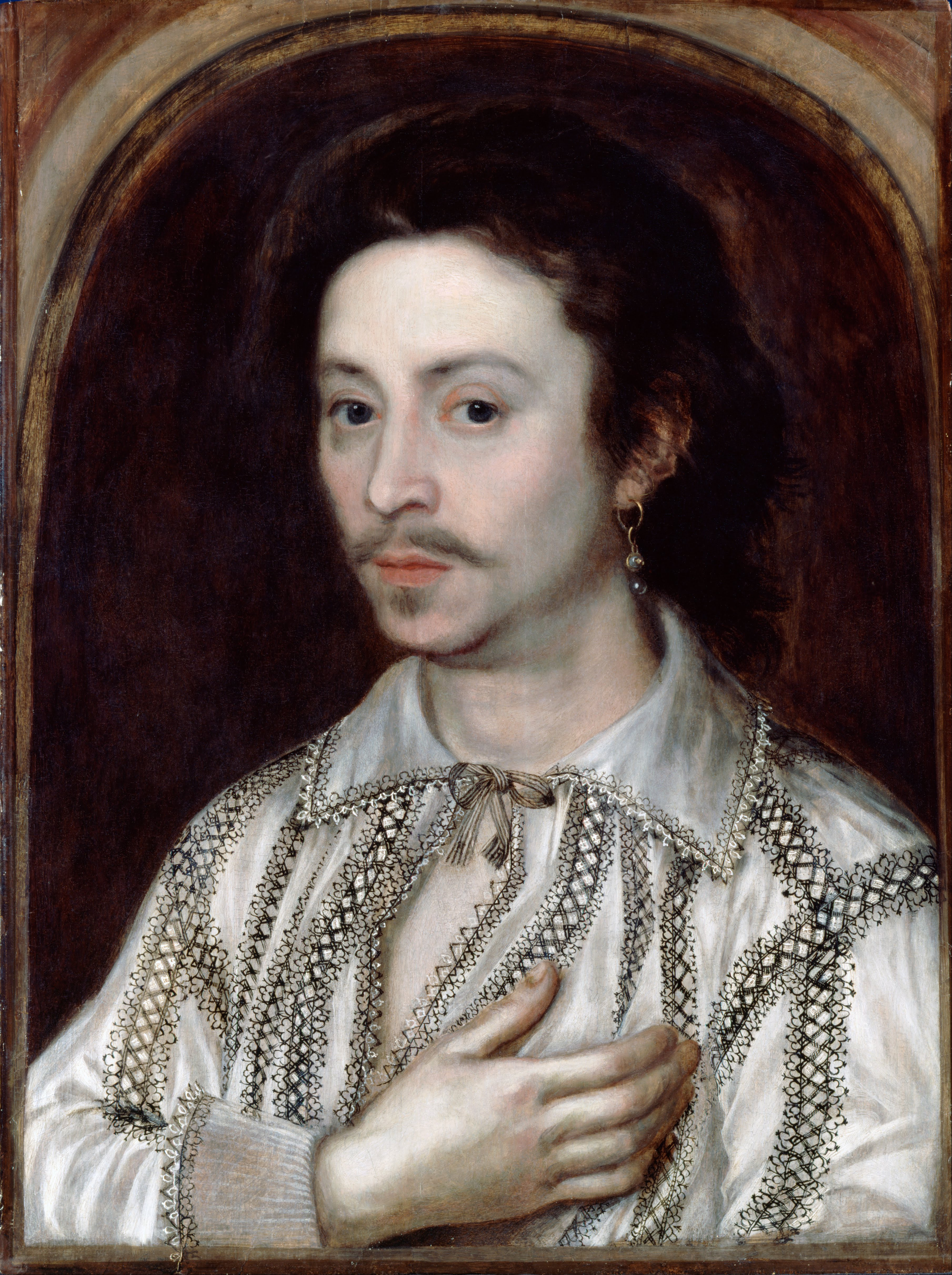
Porträt von Nathan Field, um 1615

Nathan Field (verschiedentlich auch unter dem Rufnamen Nathaniel nach dem Tod eines älteren Bruders bekannt und ebenso mitunter Feild geschrieben) (* 1587; † vermutlich 1620, möglicherweise 1633) war ein englischer Dramatiker der Renaissance und gehörte zugleich zu den führenden Schauspielern des elisabethanischen Theaters.

## Leben und Wirken
Field wurde wahrscheinlich im Oktober 1587 in der Gemeinde St. Giles in Cripplegate, London, als Sohn des Geistlichen John Field (gestorben 1587-8) geboren; sein älterer Bruder Theophilus Field war Bischof von Llandaff und Hereford. Das genaue Geburtsdatum Nathan Fields ist nicht überliefert; seine Taufe fand am 17. Oktober 1587 statt. Er verstarb um 1619/1620 oder 1633.
Fields Vater gehörte den puritanischen Gegnern des elisabethanischen Theaters an und trat als Verfasser der theaterfeindlichen Schrift A Godly Exhortation by Occasion of the Late Judgement of God at Parris-garden (1583, Nachdruck Garland Verlag, New York 1974) hervor. Aufgrund des frühen Todes seines Vaters wurde der noch sehr junge Nathan jedoch nicht durch dessen theaterkritischen Ansichten beeinflusst.
Obwohl Field aufgrund seiner Herkunft vermutlich zunächst keine Theaterlaufbahn einzuschlagen beabsichtigte, wurde er bereits im Kindesalter als Boy Actor zu einem der erfolggekrönten Darsteller in der Gruppe der Children of the Queen’s Revels, wie die Mitglieder der Chapels Royal zum damaligen Zeitpunkt genannt wurden, die in Gottesdiensten sowie bei königlichen Festakten auftraten. Als Angehöriger dieser Schauspieltruppe übernahm er, wie dies durch überlieferte Besetzungslisten der Blackfriars’ Boys belegt ist, verschiedene Hauptrollen, beispielsweise in Aufführungen von Ben Jonsons satirischen Komödien Cynthia’s Revels (1600) oder The Poetaster (1601) sowie später in Jonsons Komödie Epicœne, or The Silent Woman (1608). 1606 spielte Field ebenso die Titelrolle in George Chapmans jakobäischer Tragödie Bussy d’Ambois; 1614 trat er in Jonsons Bartholomew Fair vor König Jakob I. für ein damals überaus üppiges Entgelt von 10 englischen Pfund auf. Vermutlich bereits in der Zeit vor 1619 wurde er in die Schauspieltruppe der King’s Men aufgenommen; dokumentarisch belegt ist seine Angehörigkeit erstmals in einer erhalten gebliebenen Eintragung von 1619. Die Gruppe der King‘s Men stand unter königlicher Förderung und Schirmherrschaft; sie galt bereits zuvor in der elisabethanischen Zeit unter der Beteiligung Shakespeares als eine der erfolgreichsten Schauspieltruppen dieses Zeitalters.
Als führender Darsteller im Ensemble der King’s Men spielte Field ebenso aller Wahrscheinlichkeit nach die Rollen des Voltore in Jonsons Volpone sowie des Face in The Alchemist. Ebenso trat er in einer Reihe von John Fletchers Stücken sowie in verschiedenen Werken Shakespeares auf. Es ist ferner davon auszugehen, dass Field in zahlreichen weiteren Vorstellungen der erfolgreichsten Bühnenwerke seiner Zeit vielfältige Auftritte hatte, die jedoch nicht mehr genau belegbar sind. Der irische Literaturwissenschaftler und Shakespeare-Gelehrte Edmond Malone vermutete, dass Field vor allem in Frauenrollen der Aufführungen der King‘s Men auf der Bühne stand, während andere Forscher die Auffassung vertreten, dass Field bei den Kings’s Men eher die Rollen jüngerer Charaktere verkörperte.
Der herausragende Ruf, den Field als Schauspieler beim damaligen Theaterpublikum genoss, wird durch eine Anspielung in Johnsons Bartholomew Fair (1614) deutlich. Mit der Frage nach dem besten Schauspieler, dem „Field“ in dem Bühnenensemble, wird Nathan Fields darstellerische Leistung an dieser Stelle in unmittelbarer Assoziation mit derjenigen von Burbage, einem der seinerzeit legendären Bühnendarsteller und Theaterbesitzer, gleichgesetzt. In der ersten Folio-Ausgabe von Shakespeares Werken 1623 erscheint Fields Name im Vorspann an 17. Stelle unter den maßgeblichen Schauspielern dieser Zeit. Gleichermaßen wird in späteren Veröffentlichungen, wie beispielsweise in A Short Discourse of the English Stage des englischen Dichters und Dramatikers Richard Flecknoe am Ende von dessen pastoraler Tragikomödie Love‘s Kingdom (1664) die zeitgenössische Würdigung von Fields Bedeutung als Schauspieler nochmals hervorgehoben.
Die zwei Komödien, die Nathan Field als alleinigem Verfasser zugeschrieben werden, entstanden möglicherweise unter dem Einfluss von Jonson wahrscheinlich bereits vor 1611. Beide Stücke erwiesen sich als Publikumserfolg und thematisieren in klar strukturierter Weise das ausgelassene und ungestüme Leben im damaligen London. Die erste der beiden Komödien Fields, A Woman is a Weathercock, die auch bei Hofe aufgeführt und 1612 erstmals gedruckt wurde, zielt in satirischer Form auf die Unbeständigkeit und den Wankelmut des weiblichen Geschlechts, während das zweite, 1618 im Druck erschienene Stück Amends for Ladies, diesen Vorwurf, wie bereits durch den Titel angedeutet wird, wieder zurücknimmt. Beide Komödien wurden wiederum in die 1825–27 von John Payne Collier und 1874–76 von William C. Hazlitt erneut herausgegebene Sammlung von Robert Dodsleys Old Plays (1744) aufgenommen und als ausgezeichnete Komödien ihrer Art (excellent comedies in their class)  eingestuft.
Darüber hinaus verfasste Field zusammen mit Philip Massinger die Tragödie The Fatal Dowry, die 1632 im Druck unter ihrem gemeinsamen Namen erschien. Daneben gilt es in der heutigen Forschung als erwiesen oder zumindest sehr wahrscheinlich, dass Field als Mitautor in mehr oder weniger starkem Umfang zu verschiedenen Stücken Fletchers beitrug, so vor allem zu dem Moralitätenspiel Four Plays, or Moral Representations, in One (1608–13) sowie gemeinsam mit Massinger zu der Tragikomödien The Honest Man‘s Fortune (1613) und The Knight of Malta (1619). Vermutlich in Zusammenarbeit mit Fletcher als Hauptautor und möglicherweise Massinger als weiterem Mitautor wirkte Field außerdem an der Tragikomödie  The Queen of Corinth (1616–18, gedruckt 1647) als Verfasser mit.
Daneben steuerte Nathan Field unter seinen Initialen N.F. epidiktische Lobverse zu Fletchers Schäferspiel Faithful Shepherdess (1608–10) bei.
Nach den Eintragungen in den Registern der Gemeinden St. Anne in Blackfriars sowie St Andrew-by-the-Wardrobe wurden zwischen 1619 und 1627 mehrere Kinder von Nathan Field und seiner Frau Anne Field dort getauft. Field selbst hat sich vermutlich um 1623 von der Bühne zurückgezogen. Nach den oben genannten Eintragungen wurde Field am 20. Februar 1632 oder 1633 begraben. Diese Quellenangaben sind in der Forschung jedoch nicht unbestritten; die genauen Umstände wie auch der Todeszeitpunkt Fields sind heute nicht mehr mit hinreichender Sicherheit festzustellen. So geben beispielsweise die renonommierten Literaturwissenschaftler, Shakespeare-Forscher und Kenner des elisabethanischen Zeitalters Michael Dobson und Stanley Wells demgegenüber 1620 als Todesjahr Fields an.

## Werke
Als alleiniger Autor
- A Woman is a Weathercock (gedruckt 1612)
- Amends for Ladies (gedruckt 1618)

Zusammen mit Fletcher
- Four Plays, or Moral Representations, in One (1608–1613, gedruckt 1647)

Zusammen mit Massinger
- The Fatal Dowry (1619, gedruckt 1632)

Zusammen mit Fletcher und wahrscheinlich Massinger
- The Honest Man‘s Fortune (1613, gedruckt 1647)
- The Queen of Corinth (1616–1618, gedruckt 1647)
- The Knight of Malta (1619, gedruckt 1647)

## Werkausgabe
- William Peery (Hrsg.): The plays of Nathan Field edited from the original quartos. University of Texas Press, Austin 1950.